# Claire Bloom
Pour les articles homonymes, voir Bloom.
Claire Bloom, née Patricia Claire Bloom, est une actrice britannique, née le 15 février 1931 à Finchley, Londres.
Elle s'est illustrée au théâtre, au cinéma et à la télévision, aussi bien en Grande-Bretagne qu'aux États-Unis.

## Biographie

### Famille
Claire Bloom est née à Finchley, une banlieue du nord de Londres, et la fille aînée de sa fratrie. Son père est Edward Blum, un Anglais né à Liverpool, fils d'immigrants juifs ashkénazes, dont le nom d'origine était Blumenthal et la famille originaire de Russie et de Lettonie. Sa mère est Elizabeth Grew, une Anglaise née à Cricklewood à Londres, issue d'une famille d'immigrants juifs polonais, dont le nom de famille d'origine était Gravitsky. Claire a un jeune frère, John, né en 1936.
Son grand-père paternel, Hyman Blumenthal, avait immigré en Angleterre et apparemment emprunté le nom de Blumenthal au passeport d'un autre passager. Son grand-père maternel était Henry Gravitzky, fils de Schlomo David Gravitzky et Sophia, de Byten dans la région de Grodno en Russie,. La grand-mère maternelle de Claire, Pauline Beckermann, fille du grand-rabbin de Francfort, est également arrivée en Angleterre vers 1900 en provenance de Riga (Lettonie) avec son mari Henry, né en Russie et qui a ensuite démarré une usine prospère de meubles dans l'est de Londres,.
Bien que les quatre grands-parents de Claire soient juifs ashkénazes, Pauline, la mère d'Elizabeth Grew, était le seul membre de la famille qui maintenait encore les traditions du judaïsme. Sa fille aînée Mary Grew, la tante de Claire Bloom, fut une actrice à succès du West End, et servit de mentor à la jeune Claire intéressée par le théâtre. 

### Jeunesse

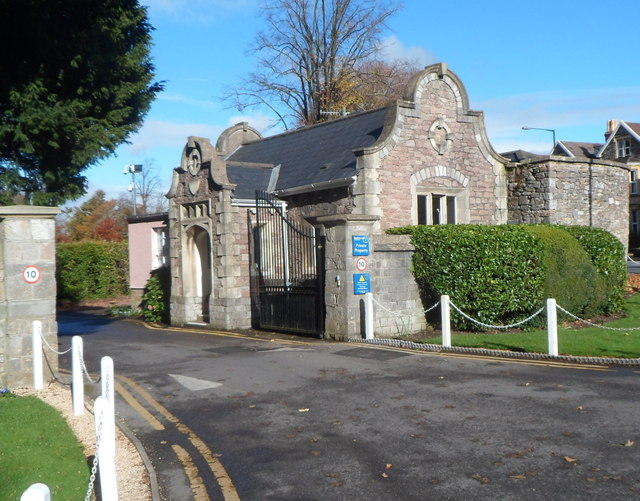
Loge et entrée de l'école de Badminton à Westbury-on-Trym

La jeunesse de Claire est perturbée à la fois par la Seconde guerre mondiale et par les fortunes erratiques de son père, vendeur toujours sur le point de s'investir dans une bonne affaire qui échoue mais également joueur invétéré, entraînant de nombreux déménagements et changements d'école, rendant ainsi la scolarité de la jeune Claire chaotique. Dans les années précédant le déclenchement de la guerre, la famille déménage à plusieurs reprises, de Cardiff à Bristol en passant par les Cornouailles et New Milton. 
Conséquemment, Claire Bloom fréquente de nombreux établissements scolaires : la Badminton School, une élégante et fameuse école privée progressiste pour filles à Clifton près de Bristol, puis la modeste école de son village en Cornouailles, ensuite Fern Hill Manor à New Milton. Pendant la guerre, la famille retourne à Londres et Claire est envoyée avec sa cousine Norma à la campagne, à l'école Beacon Hill dirigée par Dora Russell, la femme de Bertrand Russell. Progressiste dans la politique et les perspectives, elle encourageait la nudité et n'imposait pas la participation des élèves aux cours.
En 1941, le frère d'Edward Blum invite sa belle-sœur Elizabeth et ses enfants à vivre avec lui en Floride pour échapper au Blitz de Londres,. Là, Claire récolte des fonds à la demande de la British War Relief Society, ce qui figure son premier contact avec le chant dans le show business. Elle va alors à l'école de danse, chante à la radio et se produit régulièrement dans un grand hôtel de Miami. Après une année, Elizabeth et les enfants déménagent à Forest Hills dans le Queens à New York, où Claire fréquente une école de danse à Manhattan et joue dans sa première pièce radiophonique.
En 1943, la famille retourne à Londres via Lisbonne et, la fortune d'Edward s'étant à ce moment améliorée, ils emménagent dans un grand appartement à Curzon Street dans le quartier de Mayfair. Pour ses 12 ans, sa mère l'emmène voir la pièce de Broadway Three Sisters de Tchekhov, qui fait forte impression chez la jeune fille. À l'âge de 13 ans, Claire obtient une bourse à la Guildhall School of Music and Drama et un an plus tard à la Central School of Speech and Drama. Après ses études, elle commence à jouer au Oxford Repertory Theatre en 1946, dans des productions de metteurs en scène aussi illustres que Peter Brook et Tyrone Guthrie.
À cette époque, Edward Blum écrit à Elizabeth d'Afrique du Sud pour demander le divorce afin de pouvoir épouser sa petite amie Betty. Pendant de nombreuses années par la suite, Claire n'a eu aucune relation avec son père qu'elle appelle « Eddie », bien qu'il ait continué à envoyer de l'argent à son ex-femme pour l'entretien de la famille et soit venu présenter sa nouvelle épouse à son ancienne famille, trois ans plus tard. Il meurt trois jours après cette visite où Claire avait snobé son père, ce qui entraîna chez elle un durable sentiment de culpabilité,.

### Mariages

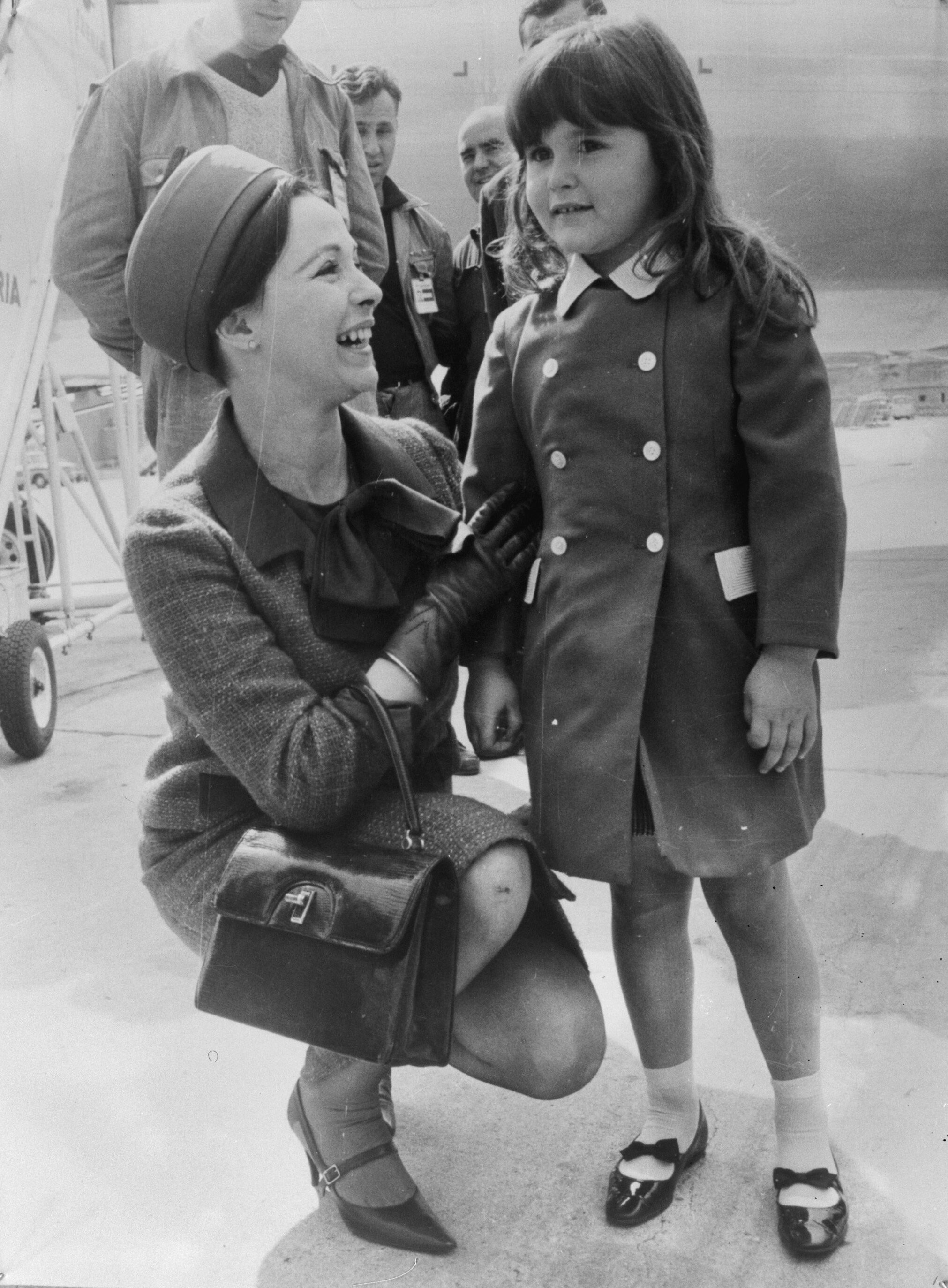
Claire Bloom et sa fille Anna à Madrid, 7 avril 1965

En 1959, en jouant dans Rashömon, Claire Bloom rencontre l'acteur américain Rod Steiger, qu'elle épouse en septembre et avec qui elle a un enfant, Anna Justine (en), née en février 1960 et devenue chanteuse lyrique reconnue, avec laquelle elle entretiendra des relations houleuses,. Claire et Rod vivent en Californie, plus compagnons qu'amoureux, écrira-t-elle, puis divorcent en juin 1969 après des années de vie tumultueuse,,.
Elle épouse peu de temps après le producteur de théâtre Hillard Elkins (en) en août 1969, qu'elle surnomme « the Unmentionable » et en divorce en septembre 1976. 
Ses difficultés financières la poussent à rentrer à Londres avec sa fille Anna, mais en route pour Hawaï, lors d'une escale à New York, une rencontre fortuite la rapproche de l'écrivain américain Philip Roth avec lequel elle entame une liaison. Elle s'installe dans sa ferme du XVIIIe siècle du Connecticut mais sans sa fille Anna que Roth ne voulait pas sous son toit. Jusqu'en 1988, ils partagent leur temps entre Londres et New York. Elle l'épouse quinze ans plus tard, en avril 1990. Après des problèmes de dépression et de paranoïa, le couple divorce avec pertes et fracas en 1995 et Bloom relate cette relation et sa rupture dans ses mémoires de 1996 Leaving a Doll's House qui défraie la chronique,. Peu de temps après, Roth écrit le roman inspiré I Married a Communist, paru en 1998, dans lequel le personnage d'Eve Frame semble représenter Bloom, et qui eut beaucoup plus de succès que l'autobiographie de son ex-femme actrice.
Elle a eu des liaisons avec les acteurs Yul Brynner, Richard Burton (cinq années durant) - qui dira à son biographe qu'il n'a « jamais aimé que deux femmes avant Elizabeth: Sybil était l'une, Claire Bloom l'autre » -, Laurence Olivier ou Anthony Quinn,,.

## Carrière

### Théâtre et cinéma
Après sa formation à l'École Guildhall de Musique et Théâtre et à l'École Centrale de Locution et Théâtre, sous la direction d'Eileen Thorndike, elle fait ses débuts à la BBC. Puis elle monte à quinze ans sur les planches du Théâtre du Répertoire d'Oxford en 1946. Parmi d'autres interprétations, son Ophélie dans Hamlet à Stratford-on-Avon lui vaut, à dix-sept ans, l’enthousiasme des critiques. The Lady's Not for Burning de Christopher Fry, face à Richard Burton, un de ses partenaires fétiches à l'écran, constitue sa première apparition sur scène à Londres. Engagée par l'Old Vic Theater pour deux ans, elle poursuit une longue et brillante carrière théâtrale, à New York notamment (Hedda Gabler).

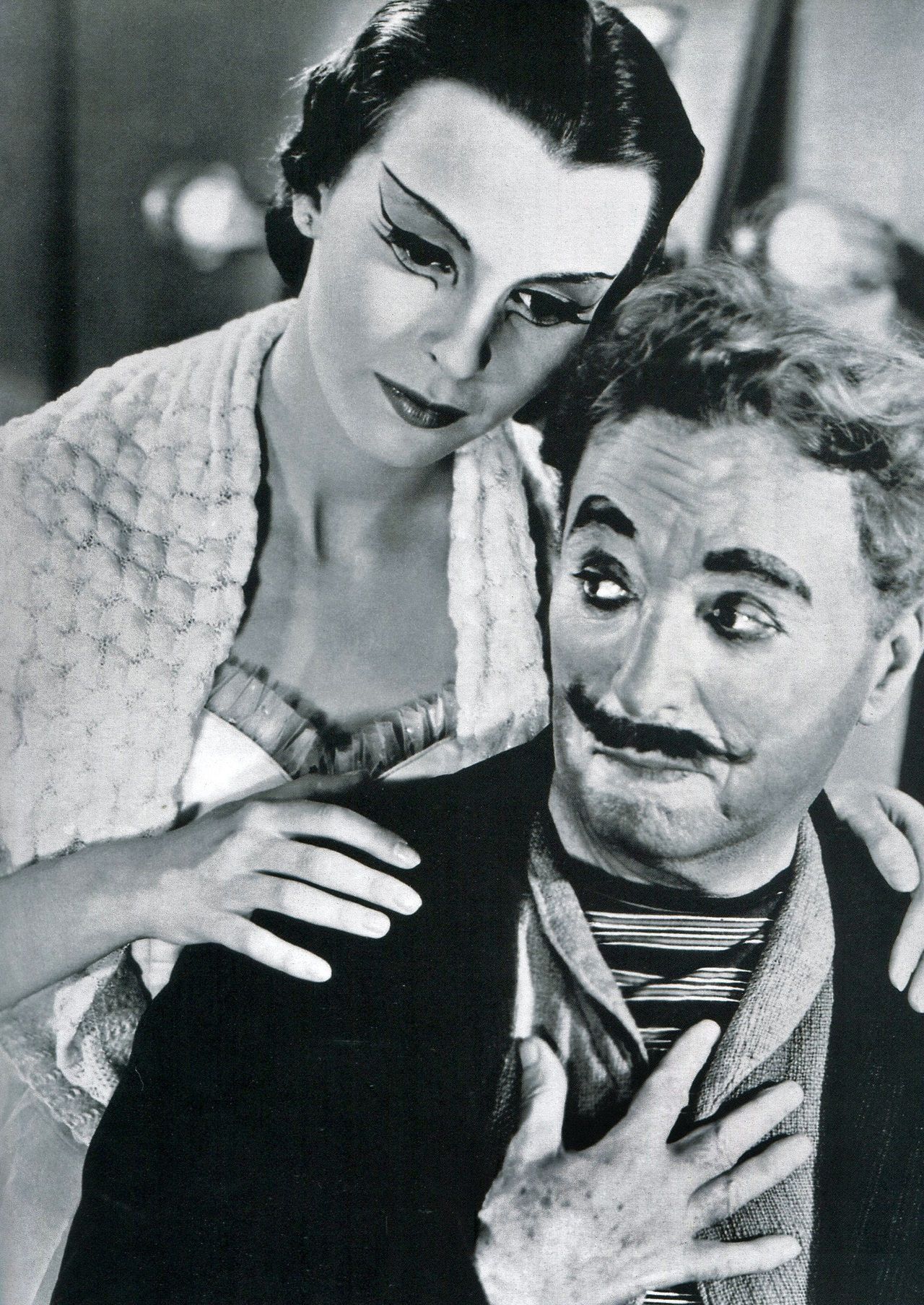
Charlie Chaplin et Claire Bloom dans Limelight, 1952

Son rôle le plus connu au cinéma reste celui de la jeune danseuse suicidaire Terry recueillie et aidée par Charles Chaplin dans Les Feux de la rampe (1952). Après une semaine éprouvante d'auditions et plusieurs mois d'attente, elle remporte le rôle de la ballerine pour ce film de Chaplin qui l'a lui-même sélectionnée. Elle devient une amie proche d'Oona O'Neill, la femme de Chaplin, et de son fils Sydney aux côtés de qui elle joue dans le film. Chaplin explique sa décision de faire de Claire Bloom la co-vedette alors qu'il s'agissait pour elle de son premier film :
« En auditionnant pour le rôle de la fille, je voulais l'impossible : la beauté, le talent et une grande diversité émotionnelle. Après des mois de recherches et de tests avec des résultats décevants, j'ai finalement eu la chance de retenir Claire Bloom qui avait été recommandée par mon ami Arthur Laurents »,.
Limelight fait d'elle une star lors de son ouverture la même semaine où elle a fait ses débuts acclamés en tant que Juliette face à Alan Badel en tant que Roméo à l'Old Vic. Soudain, à vingt et un ans, elle est une star. Elle assiste très émue à une projection exceptionnelle du film Limelight cinquante ans plus tard sur la Piazza Maggiore de Bologne devant quatre mille spectateurs et rappela combien ce chef-d'œuvre avait compté dans sa carrière.

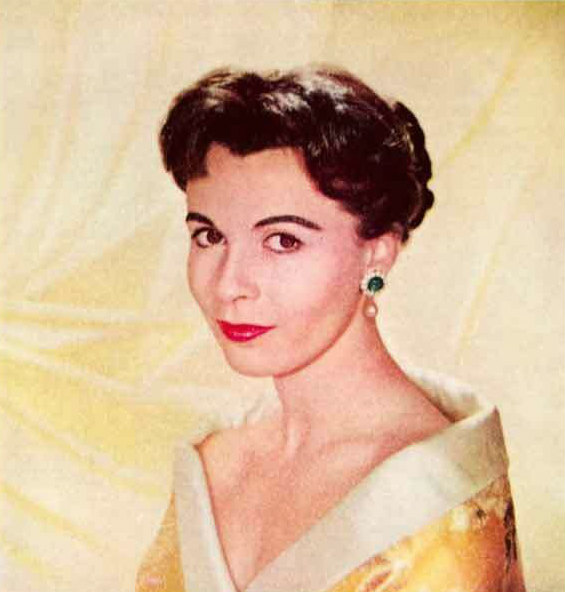
Claire Bloom dans une publicité pour les savons Lux, 1958

Les années suivantes, elle se partage entre son pays d'origine et l'Amérique. Elle s'illustre dans le thriller avec L'Homme de Berlin de Carol Reed, l'adaptation shakespearienne avec Richard III, dirigé et interprété par Laurence Olivier, et dostoïevskienne avec Les Frères Karamazov de Richard Brooks, au côté de Yul Brynner, le merveilleux avec Les Amours enchantées d'après les frères Grimm, le mélodrame avec Les Liaisons coupables réalisé par George Cukor, la comédie avec l'italien Elio Petri, opposée à Charles Aznavour ou Alberto Sordi, le péplum avec Alexandre le Grand de Robert Rossen, face à Richard Burton - qu'elle retrouve deux ans plus tard pour Les Corps sauvages, signé par l'un des plus brillants représentants de la Nouvelle Vague britannique, Tony Richardson, et neuf ans plus tard pour le film d'espionnage L'Espion qui venait du froid d'après John Le Carré et mis en scène par Martin Ritt, cinéaste qui la retrouve pour L'Outrage, un remake de Rashōmon, le chef-d'œuvre d'Akira Kurosawa. Claire Bloom se paie même le luxe d'interpréter un classique de l'horreur : La Maison du diable de Robert Wise. La star maintient sur grand écran à un très haut niveau jusqu'au milieu des années 1960.

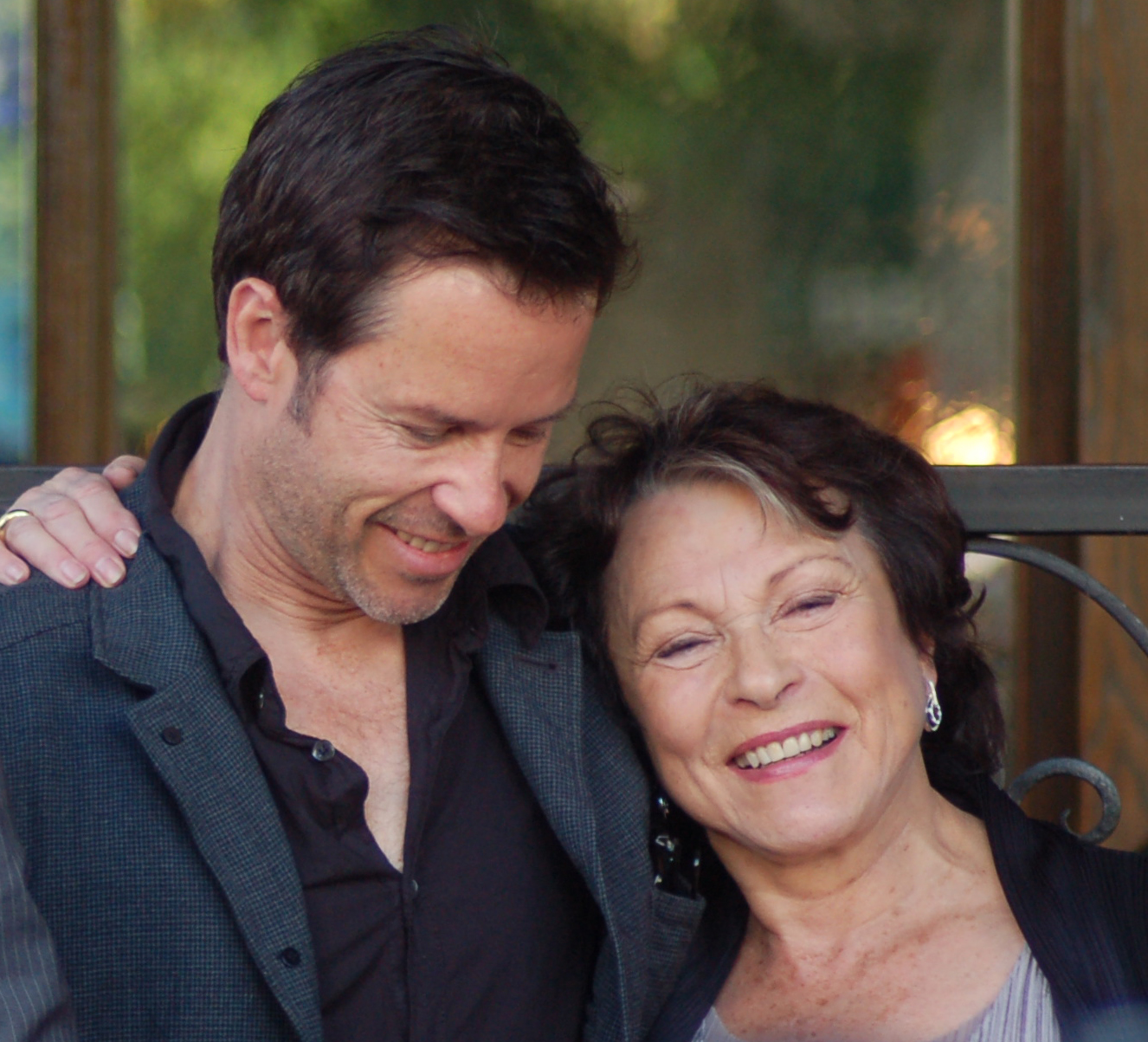
Guy Pearce et Claire Bloom à une cérémonie à Hollywood, 2011

Ses films suivants ont moins de retentissement, qu'il s'agisse de The Illustrated Man, d'après un roman de l'auteur de science-fiction Ray Bradbury, en compagnie de Rod Steiger, ou de Maison de poupée d'après la pièce de Ibsen, au côté d'Anthony Hopkins.
On la retrouve au théâtre notamment dans le rôle qu'elle a préféré, celui de Blanche DuBois, dans une reprise de la pièce de Tennessee Williams, Un Tramway nommé désir, donné à Londres en 1974 ; le dramaturge Williams avoue : « Je me déclare absolument fou de Claire Bloom ». 
Après sa composition dans le film L'Île des adieux d'après Ernest Hemingway, sorti en 1977, dont elle partage l'affiche avec George C. Scott, elle incarne la déesse Héra (et Olivier est son Zeus) dans Le Choc des Titans original, et travaille pendant les années 1980 avec Stephen Frears pour Sammy et Rosie s'envoient en l'air et Woody Allen pour Crimes et délits inspiré de Crime et Châtiment de Fedor Dostoïevski. Allen l'emploiera de nouveau dans Maudite Aphrodite en 1995. 
Elle joue également la reine Marie dans le film primé aux Oscars Le Discours d'un roi en 2010.

### Télévision

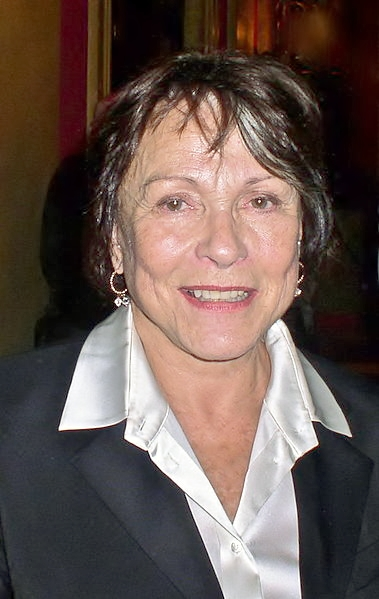
Claire Bloom en 2011.

Claire Bloom est aussi très active à la télévision depuis les années 1950, incarnant Roxane face à José Ferrer en Cyrano de Bergerac, la Belle face à Charlton Heston en Bête, Anna Karenine face à Sean Connery en Wronski... 
En 1979, elle est Athéna et Diana Rigg Clytemnestre dans une adaptation d'Eschyle et en 1986 elle interprète Jocaste et John Gielgud Tirésias dans une adaptation de Sophocle ; entre les deux elle joue la mère de Hamlet alias Derek Jacobi, est nommée aux Emmy Awards pour la série Retour au château (avec son autre partenaire fétiche Laurence Olivier) et se confronte à une consœur prestigieuse, Deborah Kerr, dans un téléfilm intitulé Ann and Debbie. Cela ne l'empêche pas de participer à des adaptations de Barbara Taylor Bradford et Barbara Cartland (Le Cavalier masqué avec Hugh Grant). 
L'actrice travaille également avec John Schlesinger pour Tables séparées d'après la pièce de Terence Rattigan et retrouve Richardson en 1988. 
Le public a pu la voir en outre dans deux aventures de Miss Marple, cette dernière sous les traits de Joan Hickson puis Geraldine McEwan, New York : Section criminelle, Doctor Who pour un double épisode avec David Tennant, et dans Doc Martin (en) pour quatre épisodes de 2005 à 2013. En 2015, elle tient le rôle de Matilda Stowe dans l' épisode 17.4 de Midsomer Murders d' ITV intitulé « A Vintage Murder », puis en 2019, elle devient tante Mary dans la mini-série télévisée de Stephen Poliakoff à la BBC, Summer of Rockets.

### Profil
Actrice aux cheveux noirs, sa séduction tient à sa beauté photogénique légèrement « pincée », accentuée par une élégance naturelle.
Plus tard, la présence royale de Claire Bloom devient idéale pour les films d'époque en costume ou le théâtre élisabéthain, et elle incarne souvent reines ou impératrices face à une liste d'acteurs talentueux d'Hollywood,. Le romancier (en) David Plante (en) écrit que « la beauté raffinée de Claire semble faire une avec le raffinement d'une culture qu'elle représente en tant qu'actrice ».

## Galerie

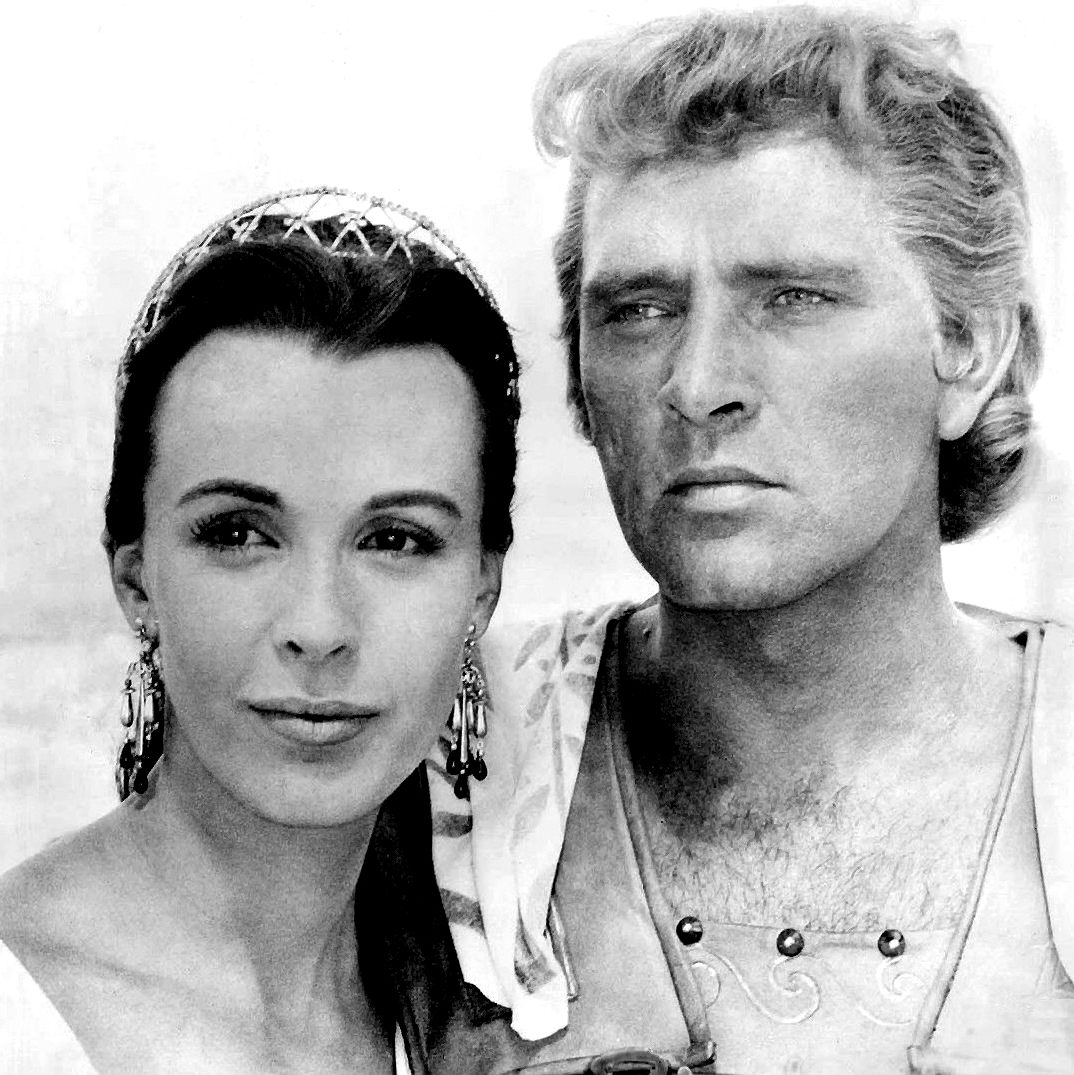
Claire Bloom et Richard Burton dans Alexandre le Grand, 1956
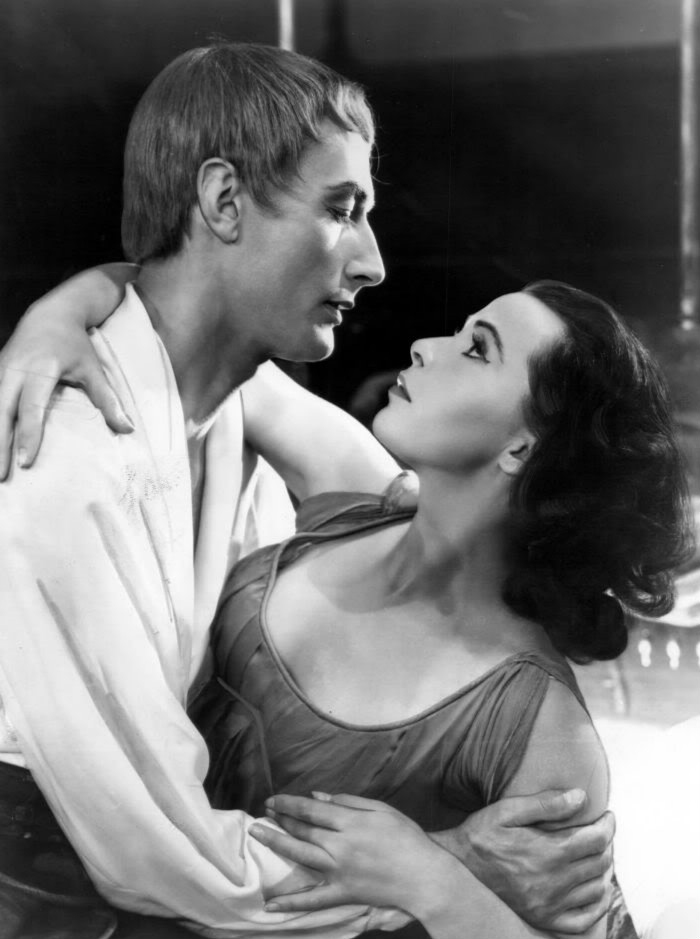
Claire Bloom et John Neville dans Romeo and Juliet, 1957
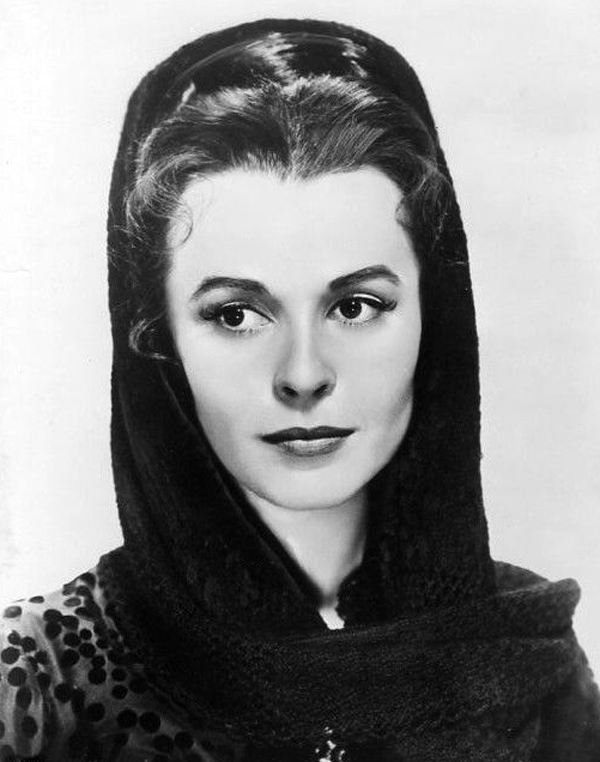
Claire Bloom dans The Brothers Karamazov, 1958
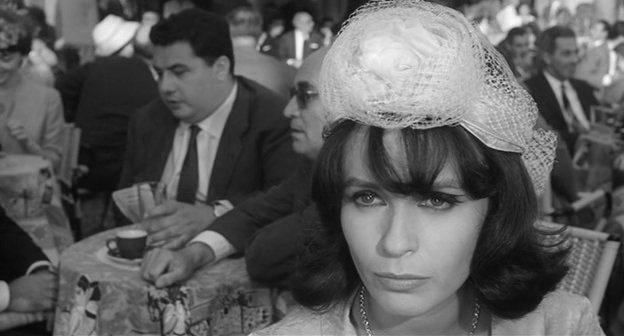
Claire Bloom dans Il maestro di Vigevano d'Elio Petri, 1963
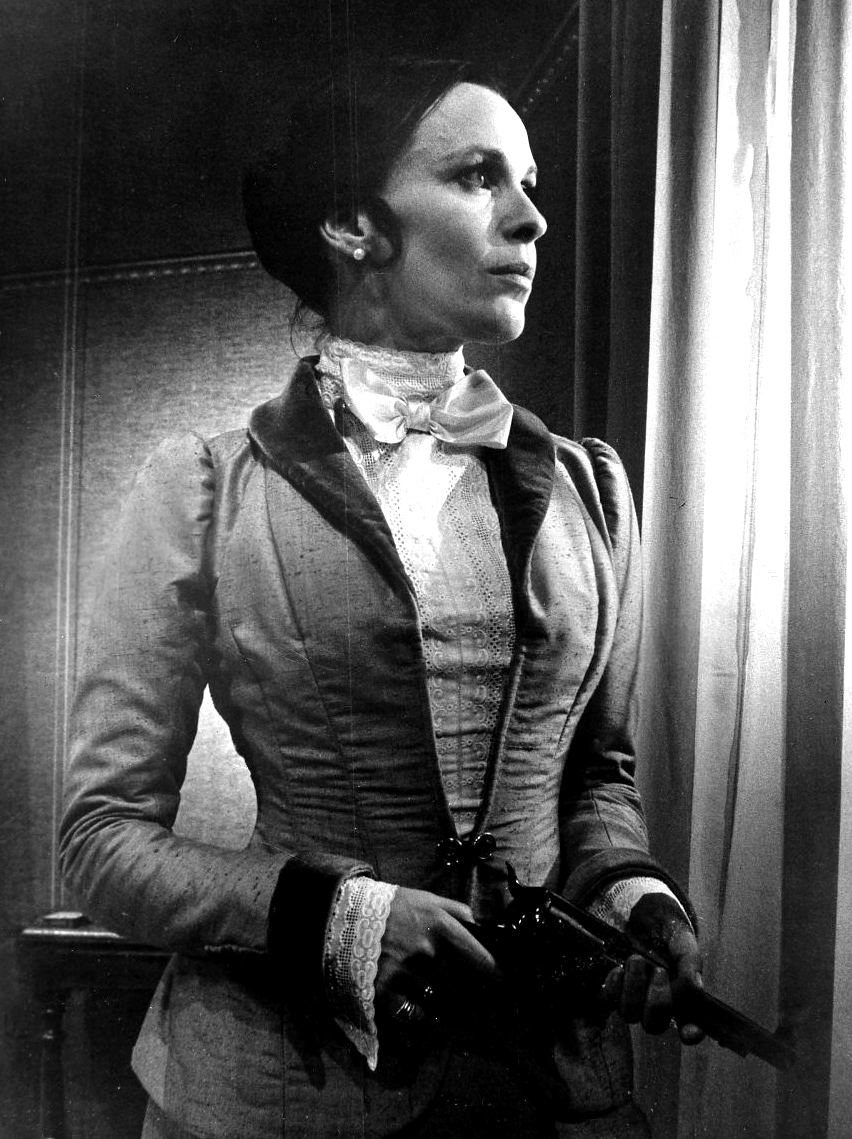
Claire Bloom dans Hedda Gabler, 1971

## Distinctions
En 2013, Claire Bloom est nommé commandeur de l'ordre de l'Empire britannique (CBE) pour services rendus au théâtre. 

## Filmographie

### Au cinéma

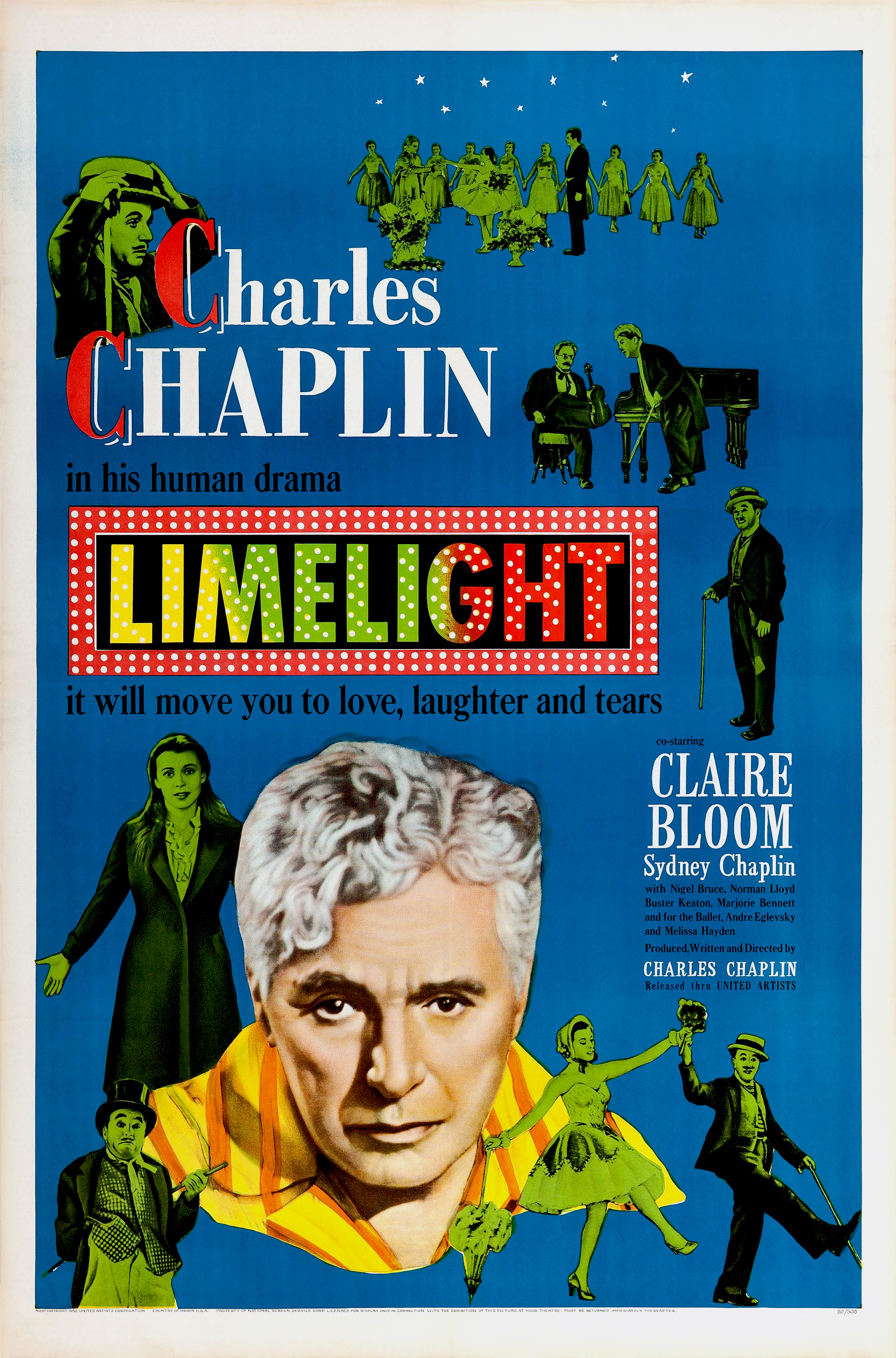
Affiche pour Limelight, 1952.

- 1948 : The Blind Goddess de Harold French : Mary Dearing
- 1952 : Les Feux de la rampe (Limelight) de Charles Chaplin : Thereza (Terry) Ambrose
- 1953 : Week-end à Paris (Innocents in Paris), de Gordon Parry : Susan Robbins
- 1953 : L'Homme de Berlin (The Man Between) de Carol Reed : Susanne Mallison
- 1955 : Richard III de Laurence Olivier : The Lady Anne
- 1956 : Alexandre le Grand (Alexander the great) de Robert Rossen : Barsine
- 1958 : Les Corps sauvages (Look Back in Anger) de Tony Richardson : Helena Charles
- 1958 : Les Frères Karamazov (The Brothers Karamazov) de Richard Brooks : Katya
- 1958 : Les Boucaniers (The Buccaneer) de Anthony Quinn : Bonnie Brown
- 1960 : Le Joueur d'échecs (Schachnovelle) de Gerd Oswald : Irene Andreny
- 1962 : Les Amours enchantées (The Wonderful World of the Brothers Grimm) de George Pal et Henry Levin : Dorothea Grimm
- 1962 : Les Liaisons coupables (The Chapman Report) de George Cukor : Naomi Shields
- 1963 : Il Maestro di Vigevano de Elio Petri : Ada
- 1963 : 80,000 Suspects de Val Guest : Julie Monks
- 1963 : La Maison du diable (The Haunting) de Robert Wise : Theodora 'Theo'
- 1964 : Haute Infidélité (Alta infedeltà) de Elio Petri : Laura (segment Peccato nel pomeriggio)
- 1964 : L'Outrage (The Outrage) de Martin Ritt : Nina Wakefield
- 1965 : L'Espion qui venait du froid (The Spy Who Came in from the Cold) de Martin Ritt : Nan Perry
- 1968 : Charly de Ralph Nelson : Alice Kinian
- 1969 : L'Homme tatoué (The Illustrated Man) de Jack Smight : Felicia
- 1969 : Auto-Stop girl (Three Into Two Won't Go) de Peter Hall : Frances Howard
- 1970 : A Severed Head de Dick Clement : Honor Klein
- 1971 : Red Sky at Morning (en) de James Goldstone : Ann Arnold
- 1973 : Maison de poupée ( A Doll's House) de Patrick Garland : Nora Helmer
- 1977 : L'Île des adieux (Islands in the Stream) de Franklin J. Schaffner : Audrey
- 1981 : Le Choc des Titans (Clash of the Titans) de Desmond Davis : Hera
- 1985 : Déjà vu de Anthony B. Richmond : Eleanor Harvey
- 1987 : Sammy et Rosie s'envoient en l'air (Sammy and Rosie Get Laid) de Stephen Frears : Alice
- 1989 : Crimes et délits (Crimes and Misdemeanors) de Woody Allen : Miriam Rosenthal
- 1990 : Pas de deux : Maria Cruz
- 1993 : The Princess and the Goblin : Great Great Grandmother Irene (voix)
- 1993 : Le Temps de l'innocence (The Age of Innocence)
- 1994 : A Village Affair : Cecily Jordan
- 1995 : Mad Dogs and Englishmen de Henry Cole : Liz Stringer
- 1995 : Maudite Aphrodite (Mighty Aphrodite) de Woody Allen : la mère d'Amanda
- 1996 : Daylight de Rob Cohen : Eleanor Trilling
- 1998 : Wrestling with Alligators de Laurie Weltz : Lulu Fraker
- 2002 : The Book of Eve de Claude Fournier : Eva Smallwood
- 2003 : The Republic of Love de Deepa Mehta : Onion
- 2003 : Disparitions de Christopher Hampton (Imagining Argentina) : Sara Sternberg
- 2004 : Daniel and the Superdogs de Andre Melancon : Claire Martin
- 2006 : Kalamazoo? de David O'Malley : Eleanor
- 2010 : Le Discours d'un roi de Tom Hooper : la reine Mary, épouse de George V
- 2012 : While We Were Here de Kat Coiro : la grand-mère
- 2012 : 11 settembre 1683 (aussi The Day of the Siege: September Eleven 1683) de Renzo Martinelli : Rosa Cristofori
- 2013 : Max Rose de Daniel Noah : Eva Rose

### À la télévision
- 1961 : Anna Karenina (téléfilm) : Anna
- 1962 : Wuthering Heights (téléfilm) : Cathy
- 1971 : The Going Up of David Lev (téléfilm) : Hannah
- 1979 : The Shakespeare Plays (série télévisée)
- 1979 : Henry VIII (téléfilm) : Catherine d'Aragon
- 1979 : Backstairs at the White House (feuilleton TV) : Edith Bolling Galt Wilson
- 1979 : Oresteia (feuilleton TV) : Athene
- 1980 : Hamlet, Prince of Denmark (téléfilm) : Gertrude
- 1981 : Brideshead Revisited (feuilleton TV) : Lady Marchmain
- 1982 : Cymbeline (téléfilm) : Queen
- 1983 : Separate Tables (téléfilm) : Miss Cooper
- 1984 : Oedipus the King (téléfilm) : Jocasta
- 1984 : The Ghost Writer (téléfilm) : Hope
- 1984 : Ellis Island, les portes de l'espoir (Ellis Island) (feuilleton TV) : Rebecca Weiler
- 1984 : The Life and Death of King John (téléfilm) : Constance
- 1985 : Time and the Conways (téléfilm) : Mrs. Conway
- 1985 : This Lightning Always Strikes Twice (téléfilm)
- 1985 : Shadowlands (téléfilm) : Joy Davidman
- 1985 : Florence Nightingale (téléfilm) : Fanny Nightingale
- 1985 : Palmer, père et fils (Promises to Keep) (téléfilm) : Sally
- 1986 : Liberty (téléfilm) : Madame Bartholdi
- 1986 : Hold the Dream (en) (téléfilm) : Edwina, Lady Dunvale
- 1986 : Anastasia : Le Mystère d'Anna (Anastasia: The Mystery of Anna) (téléfilm) : Czarina Alexandra
- 1987 : La Flétrissure (mini-série) : Ruth Gregory
- 1987 : Queenie (téléfilm) : Vicky Kelley
- 1988 : Beryl Markham: A Shadow on the Sun (téléfilm) : Lady Delamere
- 1989 : Le Cavalier masqué (The Lady and the Highwayman) (téléfilm) : Lady Emma Darlington
- 1993 : Un amour à haut risque (Remember) (téléfilm) : Anne Deveraux Rawlings
- 1956 : As the World Turns (série télévisée) : Orlena Grimaldi (aka Lena Smythe) #1 (1993-1995)
- 1967 : Soldier in Love (téléfilm) : Queen Anne
- 1992 : The Camomile Lawn (feuilleton TV) : Sophy - Older
- 1992 : The Mirror Crack'd (téléfilm) : Marina Gregg
- 1993 : La Vengeance au cœur (It's Nothing Personal) (téléfilm) : Evelyn Whitloff
- 1997 : Family Money (série télévisée) : Frances Pye
- 1997 : Les Secrets du silence (What the Deaf Man Heard) (téléfilm) : Maddie Tynan
- 1998 : Imogen's Face (téléfilm) : Elinor
- 1999 : The Lady in Question (en) (téléfilm) : Emma Sachs
- 2000 : Love and Murder (téléfilm) : Nina Love
- 2000 : Les Ombres du passé (Yesterday's Children) (téléfilm) : Maggie
- 2006 : Trial & Retribution X: Sins of the Father (téléfilm) : Helen Masters
- 2006 : Marple: By the Pricking of My Thumbs (téléfilm) : Aunt Ada
- 2006 : The Ten Commandments (en) (feuilleton TV) : Rani
- 2009 : Doctor Who : La Prophétie de Noël : La femme
- 2015 : Inspecteur Barnaby : Matilda Stowe

## Voix françaises
- Nadine Alari dans :
  - Les Feux de la rampe : Thérèse Ambrouse (1952)
  - Alexandre le Grand : Barsine (1956)
  - Les Frères Karamazov : Katya (1958)
  - La Maison du diable : Theodora 'Theo' (1963)

- Monique Mélinand dans :
  - Les Boucaniers : Bonnie Brown (1958)
  - Daylight : Eleanor Trilling (1996)

- Frédérique Cantrel dans : 
  - Le Discours d'un roi : Mary de Teck (2010)
  - Inspecteur Barnaby : Matilda Stowe (2015)

- Nelly Benedetti dans L'Espion qui venait du froid : Nan Perry (1965)
- Claire Guibert dans Le Choc des Titans : Héra (1981)
- Danielle Volle dans Crimes et Délits : Miriam Rosenthal (1989)
- Marie-Martine dans Max Rose : Eva Rose (2013)

## Mémoires
Claire Bloom a écrit ses mémoires : le premier ouvrage est le plus axé sur sa carrière Limelight and After: The Education of an Actress, sorti en 1982, et le second plus controversé, Leaving a Doll's House: A Memoir, publié en 1996, porte sur sa vie personnelle avec des détails peu flatteurs pour son dernier époux,.  